# Mariakerk (Oosterhout)

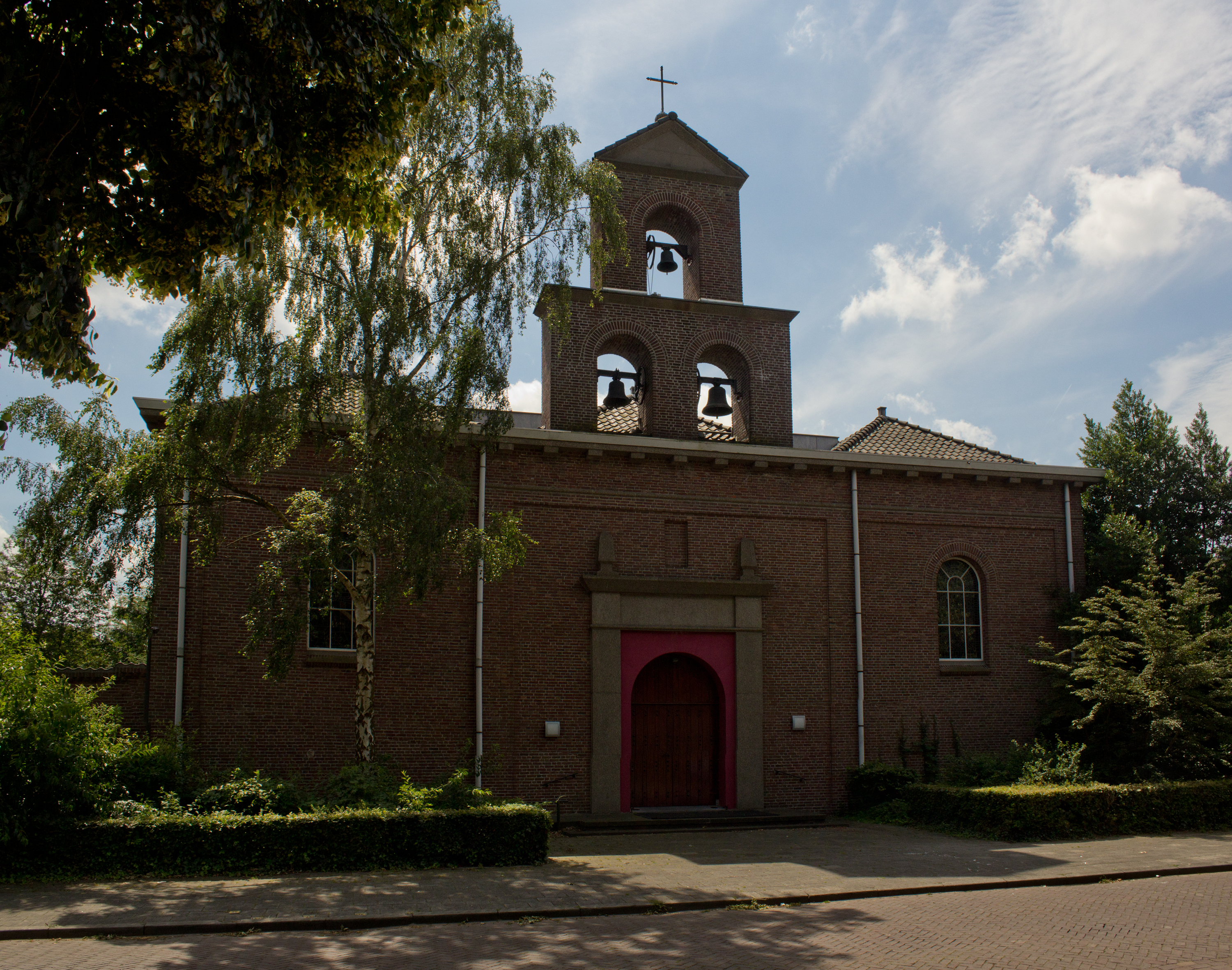
Voorgevel met klokkenstoel

De Mariakerk, of voluit: Onze Lieve Vrouw van de Heilige Rozenkranskerk is een voormalig room-katholiek kerkgebouw aan de Wilhelminalaan 63 te Oosterhout (NB).
De kerk werd in 1953 ingewijd en gebouwd in basilicastijl door de Oosterhoutse architect B.P.J. Oomen. Boven de ingang bevindt zich een klokkenstoel met drie klokken.
Bij een reorganisatie van meerdere rooms-katholieke parochies in Oosterhout aan het begin van de 21e eeuw werd sluiting van de kerk aanvankelijk nog voorkomen. Als 'Thomasproject' bood de kerk een aantal jaren ruimte voor nieuwe vormen van geloofsbeleving en culturele manifestaties. Het interieur van de kerk werd hiervoor in 2005 gemoderniseerd.
Het Gregoriaanse mannenkoor van de Mariakerk, de Schola Cantorum Oosterhout, besloot in 2008 om zelfstandig verder te gaan.
In 2010 werd de overkoepelende H. Catharinaparochie opgericht, die alsnog besloot om de Mariakerk te sluiten. In 2016 werd hij verkocht aan het Oosterhoutse avocado-bedrijf Salud. De kerk werd daarna opnieuw intern verbouwd voor het gebruik als kantoorruimte voor het bedrijf.
Het orgel uit de kerk, dat dateerde uit 1916 en sinds de jaren '70 dienst deed in de kerk, is verhuisd naar de Lambertuskerk in Engelen.
Het kerkgebouw bevat een fraaie serie glas-in-lood ramen van de Bredase kunstenaar Gerrit de Morée. Maria en de kralen van de rozenkrans vormen daarin een terugkerend motief. Tevens bevat de kerk een altaar en doopvont van de Oosterhoutse beeldhouwer Niel Steenbergen.